# Mauro Goicoechea
Mauro Daniel Goicoechea Furia (Montevideo, 27 de marzo de 1988) es un futbolista uruguayo. Actualmente milita en el Danubio Fútbol Club de la Primera División de Uruguay.

## Selección nacional
Jugó en el sub-20. Es de la generación de Edinson Cavani, Luis Suárez y Martín Cáceres.
Estuvo desde la sub-15 jugando por Uruguay, participando en todos los sudamericanos.
| Copa                                | Sede      | Resultado        | Partidos | Goles |
| ----------------------------------- | --------- | ---------------- | -------- | ----- |
| Campeonato Sudamericano Sub-17 2005 | Venezuela | Subcampeón       | 6        | 0     |
| Copa Mundial Sub-17 2005            | Perú      | Fase de grupos   | 3        | 0     |
| Campeonato Sudamericano Sub-20 2007 | Paraguay  | Tercer lugar     | 3        | 0     |
| Copa Mundial Sub-20 de 2007         | Canadá    | Octavos de final | 4        | 0     |

## Clubes
| Club              | País     | Año             |
| ----------------- | -------- | --------------- |
| Danubio F.C.      | Uruguay  | 2006-2012       |
| A.S. Roma         | Italia   | 2012-2013       |
| Danubio F.C.      | Uruguay  | 2013            |
| Otelul Galati     | Rumania  | 2014            |
| F.C. Arouca       | Portugal | 2014-2015       |
| Toulouse F.C.     | Francia  | 2015-2021       |
| C.A. Boston River | Uruguay  | 2022            |
| Danubio F.C.      | Uruguay  | 2023-Actualidad |

## Palmarés
| Título              | Club    | País    | Año     |
| ------------------- | ------- | ------- | ------- |
| Torneo Clausura     | Danubio | Uruguay | 2007    |
| Campeonato Uruguayo | Danubio | Uruguay | 2006-07 |
| Torneo Apertura     | Danubio | Uruguay | 2013-14 |

- Datos: Q38917
- Multimedia: Mauro Goicoechea / Q38917